# لاسلو سابو (لاعب كرة قدم)
لاسلو سابو (بالمجرية: Szabó László)‏ (7 فبراير 1989 في المجر - ) هو لاعب كرة قدم مجري في مركز الهجوم. لعب مع نادي بودابست وCeglédi VSE ‏ وSoproni VSE ‏ ونادي بيتش ‏.

## وصلات خارجية
- لازلو زابو على موقع قاعدة بيانات كرة القدم.إي يو (الإنجليزية)